# 6976 Kanatsu
6976 Kanatsu eller 1993 KD2 är en asteroid i huvudbältet som upptäcktes den 23 maj 1993 av den japanska astronomen Satoru Otomo i Kiyosato. Den är uppkallad efter den japanska amatörastronomen Kazuyoshi Kanatsu.
Asteroiden har en diameter på ungefär 5 kilometer.